# ديف فرودنثال

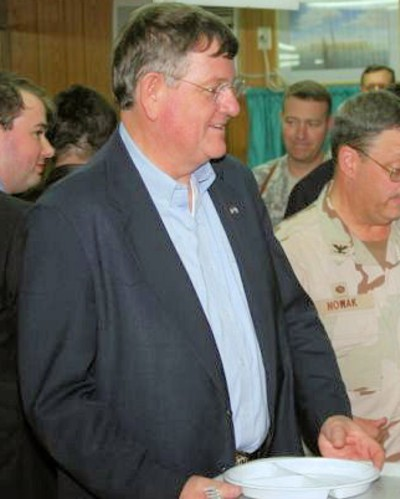
ديف فرودنثال

وهو سياسي أمريكي ينتمي إلى الحزب الديمقراطي ولد ديف فرودنثال في 12 من شهر تشرين الأول - أكتوبر من سنة 1950 في ولاية وايومنغ وفي سنة 1973 حصل على شهادة الاقتصاد من جامعة امهرست وفي سنة 1980 نال على شهادة القانون من جامعة وايومنغ وعمل ما بين الأعوام 1994 إلى عام 2001 في منصب المدعي عام ويشغل ديف فرودنثال منصب حاكم ولاية وايومنغ منذ عام 2003.